# لورنز-گونتر کوستنر
لورنز-گونتر کوستنر (انگلیسی: Lorenz-Günther Köstner؛ زادهٔ ۳۰ ژانویهٔ ۱۹۵۲) بازیکن فوتبال اهل آلمان است.
از باشگاه‌هایی که در آن بازی کرده‌است می‌توان به باشگاه فوتبال اوردینگن ۰۵، باشگاه فوتبال آرمینیا بیله‌فلد، و باشگاه فوتبال بروسیا مونشن‌گلادباخ اشاره کرد.
وی همچنین در تیم ملی فوتبال زیر ۲۳ سال آلمان بازی کرده‌است.